# Aldgisl
Aldgisl Ier de Frise (en néerlandais : Aldgisl I van de Friezen, et en allemand : Aldgisl I. von Friesland), également connu sous les noms de Aldegisel, Aldegisl, Aldgillis, Aldgisl, Aldgils ou encore Eadgils (mort vers 679), est roi de Frise entre les environs de 650 et 679.
Il est un des premiers rois frisons dont l'existence a été historiquement prouvée.

## Biographie
La vie et le règne d'Aldgisl (en frison : Aldgillis), fils d'Arigis, sont très mal connus.
Contemporain du roi franc Dagobert II, on sait qu'il répand le catholicisme en Frise, avec l'aide de Saint Wilfrid qu'il rencontre en 678 et qu'il loge durant plusieurs mois d'hiver (probablement à Utrecht).
Ce dernier, avec l'accord du roi, évangélise tout le royaume et, d'après Étienne de Ripon, le biographe de Wilfrid, « les Frisons ont accepté l'enseignement de Wilfrid et à quelques exceptions près, tous les chefs frisons se firent baptiser par Wilfrid au nom du Seigneur, ainsi que des milliers de gens ordinaires ». Seulement, cette évangélisation s'arrête à sa mort car ses successeurs, Radbod Ier et Poppo Ier, restent fidèles au paganisme.

## Famille

### Mariage et enfants
Selon certaines sources, il épouse une princesse scandinave Erika Aldegildsdatter, avec qui il aurait eu un fils :
- Richard II de Frise.